# Athenaeum-Porträt (George Washington)
Das Athenaeum-Porträt ist ein unvollendetes Porträt des amerikanischen Präsidenten George Washington von Gilbert Stuart, begonnen im Jahr 1796. Es ist das berühmteste Werk Stuarts und diente als Vorlage für den Ein-Dollar-Schein.

## Beschreibung
Das Porträt wurde „Athenaeum“ genannt, weil es nach dem Tod des Malers an das Boston Athenaeum übersandt wurde.
Das Athenaeum-Porträt ist das berühmteste Werk des Malers. Er fing 1796 an, es zu malen, als er sich in Germantown, Philadelphia, befand.
Es handelt sich um ein Ölgemälde, das nur den Kopf und den Hals von Washington zeigt. Der Hintergrund ist mit brauner Farbe ausgeführt, der Rest des Gemäldes ist unvollendet. Der Rahmen wurde vom Bilderhändler John Doggett hergestellt. 
Das Gemälde blieb im Besitz Stuarts, nach seinem Tod wurde es an seine Tochter Jane Stuart weitergegeben. Im Jahr 1831 hat es das Boston Athenaeum für 1.500 US-Dollar erworben. Der Betrag wurde von der Washington Monument Association und 22 weiteren Spendern aufgebracht. Das Werk wurde im Jahr 1876 im Museum of Fine Arts, Boston, deponiert. Im Jahr 1980 wurde es vom Museum of Fine Arts, Boston, und der National Portrait Gallery gekauft. Es befindet sich jetzt im Museum of Fine Arts, wo es derzeit ausgestellt wird.

## Vorlage für andere Werke
Das Gemälde wurde nie an George Washington geliefert. Stattdessen nutzte es Stuart als Modell für viele Replikate und machte sich den Ruhm des Porträtierten zunutze. Nach dem Tode Washingtons malte Stuart über 130 Kopien, die er für je 100 Dollar verkaufte. Es existieren noch über 60 Kopien des Werks. Darüber hinaus wurde das Athenaeum-Porträt für eine Reihe von US-Briefmarken des 19. und frühen 20. Jahrhunderts verwendet. Es war außerdem die Vorlage für die Gravur, die (spiegelbildlich) für den Ein-Dollar-Schein der Vereinigten Staaten verwendet wurde.

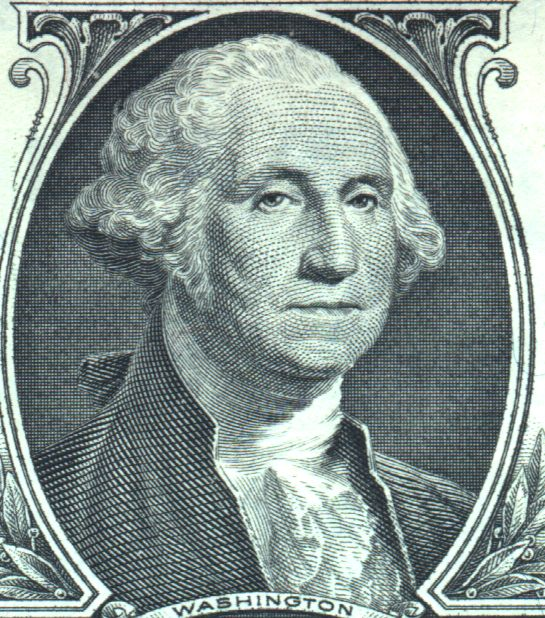
Porträt George Washington auf 1-Dollar-Note
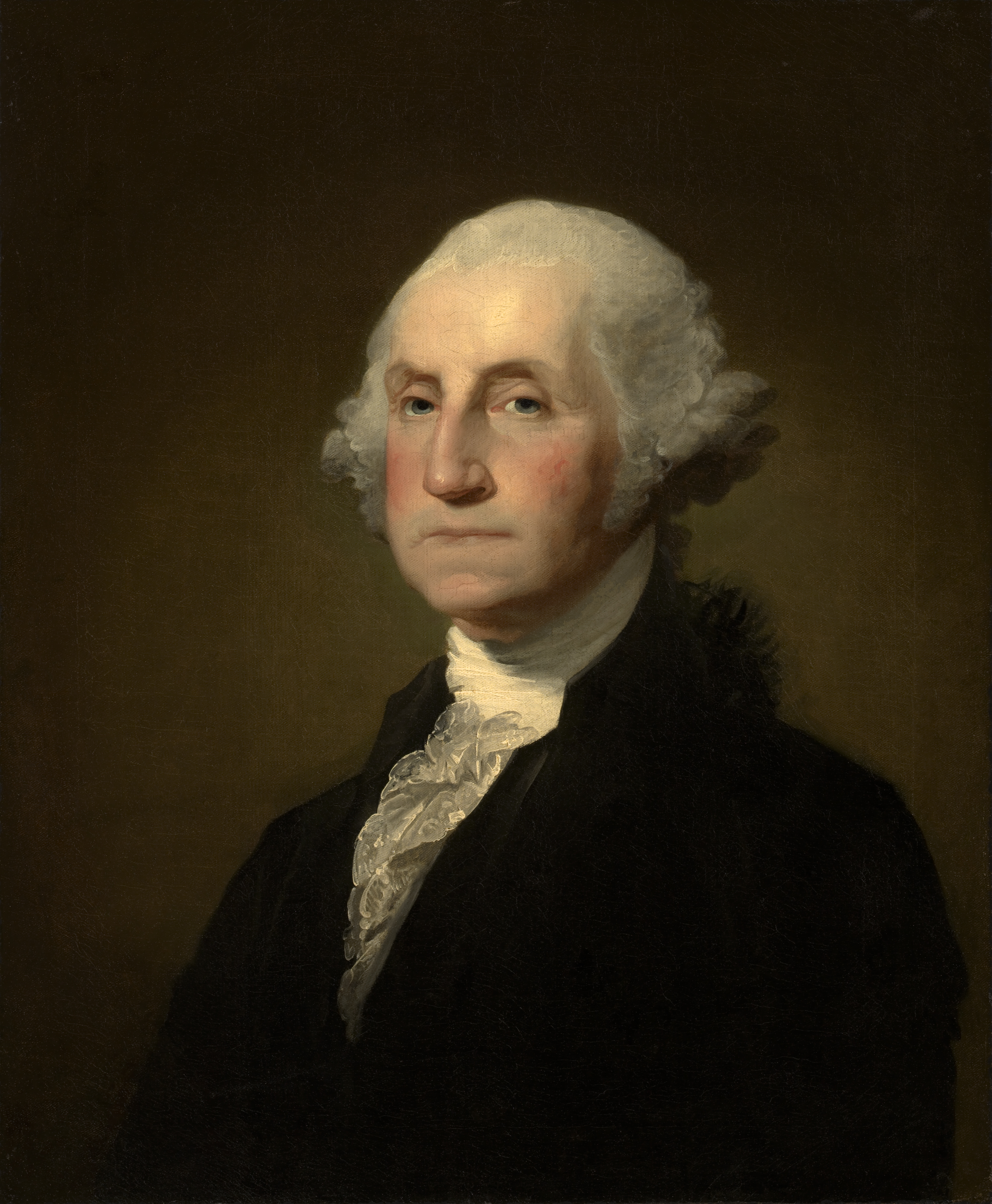
George Washington. Dieses Gemälde ist eine der vielen Kopien des Athenaeum-Porträts. (Walters Art Museum, Baltimore)

## Trivia
Das Porträt von Martha Washington ist auch als „Athenaeum-Porträt“ bekannt. Es wird (wie das Porträt ihres Mannes) im Boston Museum of Fine Arts ausgestellt.